# Maxixe
Maxixe is een stad in de Mozambikaanse provincie Inhambane. Het is de grootste en economisch belangrijkste stad van de provincie. Maxixe verkreeg de status van stad op 18 november 1972.
Maxixe ligt aan de Baai van Inhambane. Aan de overzijde van de baai ligt de provinciehoofdstad Inhambane. Dhows en veerboten overbruggen de drie kilometer die beide steden door het water gescheiden worden. Door Maxixe loopt de EN1 die de stad verbindt met het noorden en zuiden van Mozambique.
In Maxixe bevindt zich een campus van de Universidade Save.